# جيري دبليو. ليفين
جيري دبليو. ليفين (بالإنجليزية: Jerry W. Levin)‏ هو شخصية أعمال أمريكي، ولد في 1944.

## وصلات خارجية
- جيري دبليو. ليفين على موقع إن إن دي بي (الإنجليزية)